# Viazma
Viazma é uma cidade da Rússia, o centro administrativo de um raion do Oblast de Smolensk. A cidade é localizada à cruzamento das linhas ferroviárias Moscou-Smolensk e Briansk-Likhoslavl.